# Сплет ланаца исхране
Сплет ланаца исхране или прехрамбени сплет у екологији представља дијаграм који приказује односе исхране у неком од еколошких нивоа организације живог света, као што је екосистем. Сама сложеност овог дијаграма појединих биома упућује на то колики дуги период је овај биом стабилан. Некада су ти дијаграми толико сложени да је неопходно упростити их ради лакшег проучавања.

## Карактеристике
Сваки дијаграм почиње од произвођача, односно организама који су способни да синтетишу сложене органске молекуле, почевши од воде и угљен-диоксида уз везивање енергије. Њих као своју храну користе биљоједи, који су и сами храна месоједима. Коначно, разлагачи у свом процесу исхране разлажу органска једињења која сачињавају организме и обогаћују подлогу неопходним супстанцама за вршење процеса фотосинтезе.

## Примери
У пустињи овај дијаграм је прост: главни произвођачи су кактуси, а најкрупнији предатори су којоти и птице грабљивице. За разлику од тог сплета, сплет ланца исхране у шумама је веома сложен и указује на то да су ови биоми стабилни већ више милиона година. Сличан је случај и са саванама, јер је стабилна животна средина омогућила опстанак великом броју врста.